# Bako Touré
Pour les articles homonymes, voir Touré.
Bako Touré, de son vrai nom Bakoroba Touré et parfois surnommé Bah Sidiki Touré, né le 7 décembre 1939 à Bamako et mort le 28 avril 2001, est un footballeur malien.
Il est également connu pour être le père du célèbre international français José Touré.

## Biographie
Repéré dès l'âge de 17 ans, Bako Touré quitte le Mali en 1956 pour rejoindre l'ASPTT de Nice, puis très vite l'Olympique de Marseille. Il poursuit ensuite sa carrière à Toulouse puis à Limoges, où en 1963 une grave blessure l'éloigne des terrains.
Blessé, il rejoint le FC Nantes, et se rétablit, ce qui lui permet de participer au second titre de champion de France du club en 1965-1966. Suit un passage en 1968 à l'AAJ Blois. Bako est alors avec l'équipe nationale du Mali de toute l'aventure de la Coupe d'Afrique des Nations au Cameroun en 1972, et termine vice-champion d'Afrique.
Bako Touré entame ensuite une carrière d'entraîneur avec l'AAJ Blois avant de rentrer définitivement au Mali en 1974.

## Carrière
- ASPTT Nice  France
- 1958-1959 : Olympique de Marseille  France
- 1959-1960 : Toulouse FC  France
- 1960-1961 : FC Nancy  France
- 1961-1962 : Sporting Toulon Var  France
- 1962-1963 : Limoges FC  France
- 1963-1964 : FC Nancy  France
- 1964-1966 : FC Nantes  France
- 1966-1968 : AC Ajaccio  France
- 1968-1975 : AAJ Blois  France
- Montoire  France